# Carlos Leopardi
Carlos Alberto Leopardi  (Buenos Aires, 29 de noviembre de 1946 - 5 de septiembre de 2004) fue un dibujante e ilustrador argentino de publicidad e historieta. Es particularmente recordado por su trabajo en la famosa "Saga del ojo" dentro de la serie de Nippur de Lagash.

## Biografía
Leopardi trabajó muchos años para la agencia de publicidad Walter Thompson y Mc Cann Erickson Argentina. En 1975 comenzó a colaborar con la Editorial Columba, ilustrando historietas policiales y bélicas. Durante cierto tiempo también formó parte del Estudio Géminis.
Se lo recuerda principalmente por haber dibujado, para Columba y a partir de 1977, numerosos episodios de Nippur de Lagash, el famoso personaje creado por Robin Wood y Lucho Olivera; una de las historietas más importantes en la historia del género en su país. Leopardi se destaca en el episodio en que el protagonista queda tuerto, y la saga que le sigue a éste. En 1980 desarrolló un proyecto más personal, la miniserie Atila, basada en la vida de Atila el Huno.
En la década del '80 incursionó en el campo del dibujo animado, integrando el equipo de Jaime Díaz Producciones, que realizó en 1986 los «layouts» de la serie infantil Wildfire, de Hanna-Barbera. Poco más se conoce sobre la vida de Leopardi, a lo cual puede agregarse referencias publicadas en el Fotolog de un familiar suyo, donde se señala su afición a la pintura y la música (lo califican como un notable baterista); Leopardi fue, además de un gran profesional admirado por su técnica, una excelente persona y se especifica que murió en 2005 (2004 según otras fuentes) a causa de una insuficiencia cardíaca.